# Vivijana Papić
Vivijana Papić (* 14. April 1992 in Rijeka) ist eine kroatische Biathletin.
Vivijana Papić aus Mrkopalj betreibt seit 2008 Biathlon. Seit dem Jahr gehört die von Marijan Petrovic trainierte und für den BK Bjelolasica startende Athletin auch den kroatischen Nationalkader an. Ihr erstes Rennen lief Papić 2008 in einem IBU-Cup-Rennen in Obertilliach, wo sie 72. eines Sprints wurde. In Ruhpolding folgte 2009 das Weltcup-Debüt im Staffelwettbewerb, mit der sie 18. wurde. Höhepunkt der ersten Saison wurde die Teilnahme an den Biathlon-Weltmeisterschaften 2009 in Pyeongchang. Papić war eine der jüngsten Teilnehmerinnen an den Welttitelkämpfen in Südkorea. Abgesehen vom Einzel, wo Panagiota Tsakiri hinter ihr ins Ziel kam, war sie in allen Wettbewerben, an denen sie teilnahm, Letztplatzierte. Im Einzel wurde sie 105., im Sprint 108. und gemeinsam mit Andrijana Stipaničić, Anamarija Brajdić und Marina Kovačec als Schlussläuferin 22. im Staffelwettbewerb. Papić verursachte dabei an vier der fünf Strafrunden der Staffel.

## Weltcupstatistik
Die Tabelle zeigt alle Platzierungen (je nach Austragungsjahr einschließlich Olympische Spiele und Weltmeisterschaften).
- 1.–3. Platz: Anzahl der Podiumsplatzierungen
- Top 10: Anzahl der Platzierungen unter den ersten zehn (einschließlich Podium)
- Punkteränge: Anzahl der Platzierungen innerhalb der Punkteränge (einschließlich Podium und Top 10)
- Starts: Anzahl gelaufener Rennen in der jeweiligen Disziplin

| Platzierung         | Einzel | Sprint | Verfolgung | Massenstart | Staffel | Gesamt |
| ------------------- | ------ | ------ | ---------- | ----------- | ------- | ------ |
| 1. Platz            |        |        |            |             |         |        |
| 2. Platz            |        |        |            |             |         |        |
| 3. Platz            |        |        |            |             |         |        |
| Top 10              |        |        |            |             |         |        |
| Punkteränge         |        |        |            |             | 3       | 3      |
| Starts              | 1      | 1      |            |             | 3       | 5      |
| Stand: Karriereende |        |        |            |             |         |        |